# مركز فيضة المسلح
مركز فيضة المسلح أحد المراكز الادارية التابعة لمحافظة الطائف في منطقة مكة المكرمة.

## المركز
يبعد المركز عن محافظة الطائف 180 كيلو متر بإتجاه الشمال الشرقي، نوع الطريق معبد. خدمات التعليم: يوجد في المركز مجمع فيضة المسلح للبنين (أبتدائي ومتوسط وثانوي)، ومدرسة الفيضه لتعليم الكبار، ومدرسة فيضة المسلح الابتدائية ومدرسة فيضة المسلح المتوسطة (بنات). ومركز فيضة المسلح للرعاية الصحية الأولية. وتم تغطية المركز بخدمات الجوال والجيل الثالث للانترنت .

## الموقع
يقع مركز فيضة المسلح في اقصى عالية نجد ويقع بالقرب من محافظة الموية ومحافظة مهد الذهب ومحافظة الطائف واقرب المراكز إليه مركز دغبج.